# (36363) 2000 OB5
2000 OB5 (asteroide 36363) é um asteroide da cintura principal. Possui uma excentricidade de 0.14208620 e uma inclinação de 6.35923º.
Este asteroide foi descoberto no dia 24 de julho de 2000 por LINEAR em Socorro.